# Masacre de la Escuela Secundaria de Mpondwe
La masacre de la Escuela Secundaria de Mpondwe fue un asesinato masivo, ocurrido el 16 de junio del 2023, cuando rebeldes de las Fuerzas Democráticas Aliadas (ADF), un grupo yihadista especulativamente vinculado por analistas al Estado Islámico, atacaron una escuela en Mpondwe, una ciudad en el distrito de Kasese, en el oeste de Uganda, en la frontera con la República Democrática del Congo. Cuarenta y una personas murieron, incluidos 38 estudiantes.

## Antecedentes
La escuela secundaria Mpondwe Lhubiriha es un internado ubicado en Mpondwe, distrito de Kasese. Es una instalación de propiedad privada, construida por una ONG dirigida por Canadá. En el momento del ataque de junio de 2023 vivían allí 63 estudiantes de ambos sexos. Según declaraciones de la primera dama y ministra de Educación, Janet Museveni, la propiedad y el control de la escuela eran motivo de disputa.
En 1987, el grupo insurgente cristiano Ejército de Resistencia del Señor inició una insurgencia en Uganda. El mayor de sus secuestros masivos fue en una escuela secundaria en Aboke, Distrito Apac, Región Norte. Los grupos insurgentes islamistas llevaron a cabo atentados suicidas con bombas en el 2010 en Kampala, así como en 2021 en Kampala y en los distritos de Mpigi y Nakaseke de la Región Central. El ataque a la Escuela Secundaria Mpondwe Lhubiriha marcó el primer ataque de las Fuerzas Democráticas Aliadas (ADF) en una escuela de Uganda en 25 años: en junio de 1998, las ADF llevaron a cabo una masacre en Uganda Technical College, Kichwamba, cerca de la frontera con República del Congo, matando a 80 estudiantes que fueron quemados vivos en sus dormitorios y secuestrando a otros 100.

## Incidente
El ataque se dio a las 23:30 (hora local) cuando un grupo de asalto se tomó el lugar, prendió fuego y luego asesinaron a 38 estudiantes, a un guardia local y tres residentes. y resultó con lesiones graves para ocho personas que fueron hospitalizadas en estado crítico. Otros seis fueron secuestrados, en su mayoría alumnas. De los 38 estudiantes asesinados, 20 eran niñas que fueron asesinadas a machetazos, mientras que 18 eran niños que murieron durante el incendio provocado. Algunos de los cuerpos sufrieron quemaduras extensas, lo que requirió pruebas de ADN para fines de identificación. Los atacantes prendieron fuego a los colchones de los estudiantes y, según informes, provocaron explosiones en las inmediaciones. Los atacantes también confrontaron a la esposa del director de la escuela en su casa del recinto, pero como estaba amamantando, la dejaron escapar con sus hijos antes de prender fuego a la casa, el cual según la policía, los fallecidos tenían entre 12 y 95 años.

## Perpetradores
Según el general de división Olum, las fuerzas de seguridad habían recibido información de inteligencia que indicaba la presencia de rebeldes en la zona fronteriza del lado de la República Democrática del Congo (RDC) durante un mínimo de dos días antes del ataque. La policía de Uganda ha identificado a las Fuerzas Democráticas Aliadas (ADF) como responsables del ataque.

## Repercusiones
Fred Enanga, el portavoz de la policía nacional, afirmó que una cantidad significativa de los cuerpos fueron transportados al Hospital Bwera. Las autoridades declararon que los soldados persiguieron al grupo, que huyó en dirección al Parque Nacional Virunga en la República Democrática del Congo. Además, el Ejército de Uganda ha movilizado aviones para ayudar a localizar al grupo rebelde. Según la agencia de noticias AFP, todavía hay un número importante de estudiantes cuyo paradero se desconoce.
El Ministerio de Educación y Deportes compensó a cada una de las familias en duelo con 5 millones de chelines (aproximadamente US$ 1350) para ayudarlos con los gastos del funeral. Los estudiantes heridos recibieron 2 millones de chelines para ayudar a cubrir sus facturas médicas.
En un comunicado del 19 de junio, Enanga anunció el arresto de 20 personas sospechosas de colaborar con las ADF, incluido el director y el director de la escuela. También dijo que el número de alumnos secuestrados seguía siendo incierto, pero estaba en la región de entre cinco y siete.

## Reacciones
Los Estados Unidos, la Unión Africana, Naciones Unidas, Francia condenaron enérgicamente el ataque y presentaron sus condolencias a las familias de las víctimas.
El secretario general de las Naciones Unidas, António Guterres, dijo en un comunicado que "los responsables de este acto atroz deben ser llevados ante la justicia".